# Biarrotte
Biarrotte – miejscowość i gmina we Francji, w regionie Nowa Akwitania, w departamencie Landy.
Według danych na rok 1990 gminę zamieszkiwało 206 osób, a gęstość zaludnienia wynosiła 42 osób/km² (wśród 2290 gmin Akwitanii Biarrotte plasuje się na 971. miejscu pod względem liczby ludności, natomiast pod względem powierzchni na miejscu 1433.).